# 여기는 TV 정보센터
《여기는 TV 정보센터》는 KBS TV에서 방송했던 생활정보 쇼 프로그램이다.

## 역사
2002년 4월 1일에 첫방송을 시작했으며, 원래는 KBS 1TV에서 방송됐으나, 2002년 7월 8일부터 KBS 2TV로 채널을 이관하여 방송하다가, 2005년 4월 29일 방송을 마지막으로 폐지되었다.

## MC
- 이재후, 박주아, 최승돈

## 역대 방송시간
| 방송 채널 | 방송 기간                          | 방송 시간                                                     |
| --------- | ---------------------------------- | ------------------------------------------------------------- |
| KBS 1TV   | 2002년 4월 1일 ~ 2002년 4월 12일   | 평일 낮 12:10 ~ 오후 2:50                                     |
| KBS 1TV   | 2002년 4월 15일 ~ 2002년 7월 5일   | 평일 낮 12:20 ~ 오후 2:00                                     |
| KBS 2TV   | 2002년 7월 8일 ~ 2002년 7월 19일   | 평일 오전 11:30 ~ 낮 12:30                                    |
| KBS 2TV   | 2002년 7월 22일 ~ 2002년 10월 25일 | 평일 오전 11:35 ~ 낮 12:35                                    |
| KBS 2TV   | 2002년 10월 28일 ~ 2003년 5월 16일 | 평일 오후 4:00 ~ 오후 5:00                                    |
| KBS 2TV   | 2003년 5월 19일 ~ 2003년 10월 31일 | 평일 오후 4:05 ~ 오후 5:05                                    |
| KBS 2TV   | 2003년 11월 3일 ~ 2004년 12월 31일 | 평일 오후 4:30 ~ 오후 5:30                                    |
| KBS 2TV   | 2005년 1월 3일 ~ 2005년 4월 29일   | 월~목요일 오후 4:30 ~ 오후 5:40, 금요일 오후 4:30 ~ 오후 5:30 |